# 2-Hidroksihromen-2-karboksilatna izomeraza
2-Hidroksihromen-2-karboksilatna izomeraza (EC 5.99.1.4, HCCA izomeraza, 2HC2CA izomeraza, 2-hidroksihromen-2-karboksilno kiselinska izomeraza) je enzim sa sistematskim imenom 2-hidroksi-2H-hromen-2-karboksilat—(3E)-4-(2-hidroksifenil)-2-oksobut-3-enoat izomeraza. Ovaj enzim katalizuje sledeću hemijsku reakciju
2-hidroksi-2-hromen-2-karboksilat {\displaystyle \rightleftharpoons } (3E)-4-(2-hidroksifenil)-2-oksobut-3-enoat
Ovaj enzim učestvuje u degradaciji naftalena.

## Literatura
- Nicholas C. Price; Lewis Stevens (1999). Fundamentals of Enzymology: The Cell and Molecular Biology of Catalytic Proteins (Third изд.). USA: Oxford University Press. ISBN 019850229X.
- Eric J. Toone (2006). Advances in Enzymology and Related Areas of Molecular Biology, Protein Evolution (Volume 75 изд.). Wiley-Interscience. ISBN 0471205036.
- Branden C; Tooze J. Introduction to Protein Structure. New York, NY: Garland Publishing. ISBN 0-8153-2305-0.
- Irwin H. Segel. Enzyme Kinetics: Behavior and Analysis of Rapid Equilibrium and Steady-State Enzyme Systems (Book 44 изд.). Wiley Classics Library. ISBN 0471303097.

## Spoljašnje veze
- 2-hydroxychromene-2-carboxylate+isomerase на 